# 2169 Тайвань
2169 Тайвань (2169 Taiwan) — астероїд головного поясу, відкритий 9 листопада 1964 року.
Тіссеранів параметр щодо Юпітера — 3,328.
Назва походить від назви острівної провінції Тайвань у Китаї.